# Celso Rocha de Barros
Celso Fernando Rocha de Barros (Rio de Janeiro, 3 de fevereiro de 1973) é um cientista político e doutor em sociologia pela Universidade de Oxford. É colunista da Folha de S.Paulo e apresentador do podcast Foro de Teresina.
Em 2022, lançou o livro PT, uma História, em que analisa a criação e trajetória do Partido dos Trabalhadores, defendendo uma aproximação de Lula com o centro político no contexto das eleições de 2022 e do terceiro governo Lula.

## Biografia
Celso é formado em ciência política pela Universidade Estadual de Campinas (Unicamp) e possui doutorado em sociologia pela Universidade de Oxford. Desde 2007, é analista do Banco Central do Brasil. Foi autor do blog Na Prática a Teoria é Outra por muitos anos, ganhando destaque no debate público online.
Foi militante do Partido dos Trabalhadores (PT) do final da década de 1980 ao final da década de 1990, rompendo com a vida partidária para seguir uma carreira acadêmica. Ainda se considera simpatizante do PT e se autodenomina um paloccista, em alusão ao ministro da Fazenda Antônio Palocci, que se destacou por implementar uma política econômica ortodoxa no primeiro governo Lula.

## PT, uma história
Lançado em 2022, o livro começou a ser desenvolvido em 2017, quando Celso foi procurado para escrever sobre a crise da democracia brasileira. Com a eleição de Jair Bolsonaro, contudo, o livro teve seu foco mudado para a história do Partido dos Trabalhadores, pois o autor acreditava que a crise da democracia estava apenas começando.
No livro, Celso procura contar a história do PT por uma visão pouco 'lulocêntrica', com destaque aos movimentos sociais e à dinâmica interna do partido. Um dos principais argumentos do livro é que o PT foi o primeiro grande partido político brasileiro criado fora do Estado, ou seja, por membros da sociedade civil que não estavam previamente inseridos no meio político. O forte vínculo petista aos movimentos sociais, portanto, seria a maior fraqueza do partido, pois o sistema político era muito mais poderoso do que ele, e, ao mesmo tempo, sua maior força, pois facilitava sua sobrevivência e crescimento fora do poder.